# 대구돌나물속
대구돌나물속(Crassula)은 돌나물과의 한 속이다. 대구돌나물속은 많은 종의 다육 식물을 포함하고 있다. 염자(Crassula ovata), 성을녀, 우주목 등이 있다. 세계 많은 지역에서 자생하고 있으나 경작되는 종은 대부분 남아프리카 이스턴케이프에서 온 것이다.
보통 줄기나 잎을 잘라 꺽꽂이하여 번식한다. 경작되는 종들은 대부분 약한 서리 정도에는 견디지만 심한 추위나 더위에는 잎을 잃거나 죽을 수 있다.
크라술라는 그리스어로 "두꺼운"이라는 의미로 대구돌나물속에 속한 대부분의 식물들이 두꺼운 다육질의 잎을 가지고 있기 때문에 붙여진 이름이다.